# 伊博蒂拉马
伊博蒂拉马是巴西巴伊亚州的一个市镇。总面积1391.232平方公里，总人口24790人，人口密度17.8人/平方公里。